# Vereinte Nationen

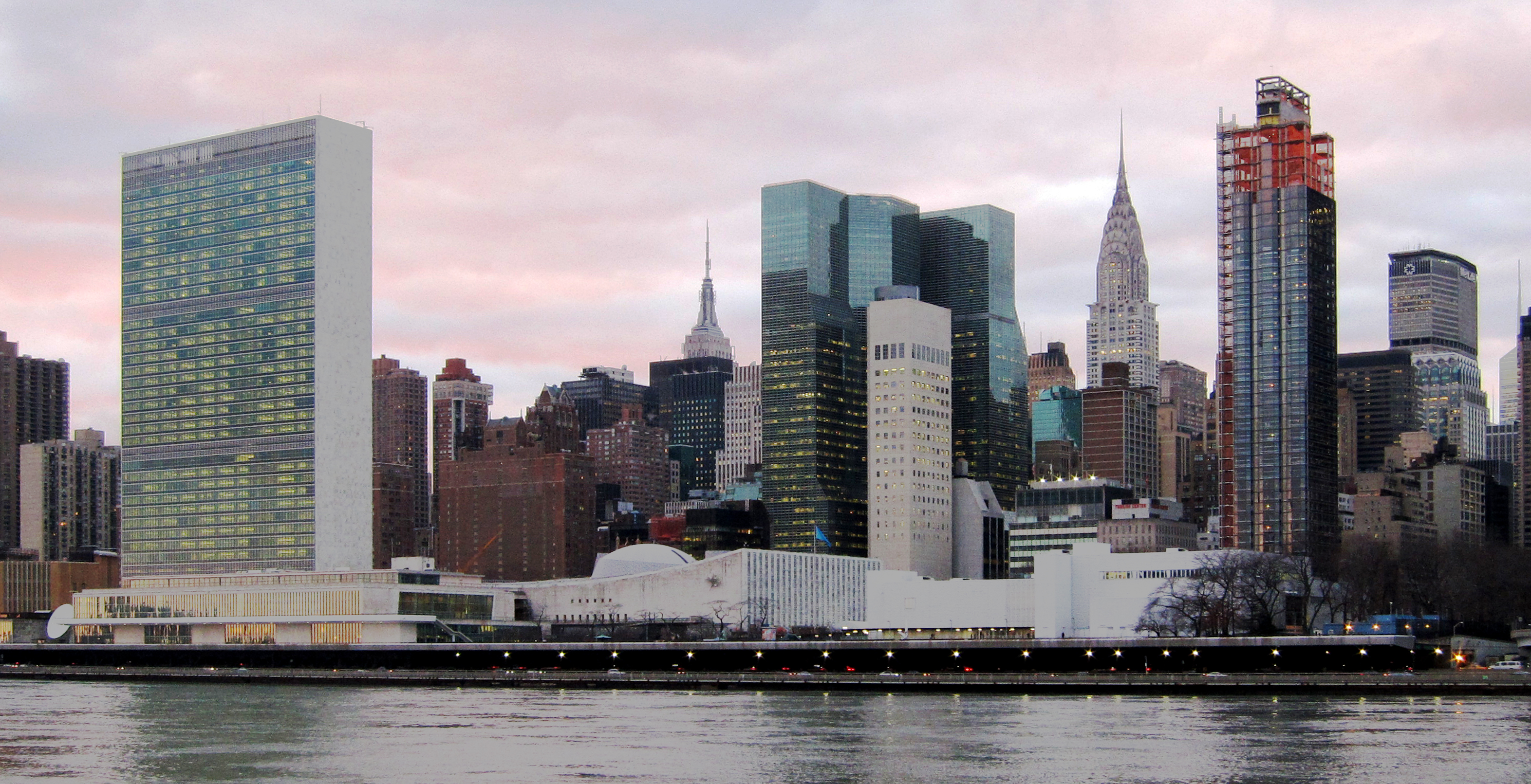
Blick auf die United Nations Plaza und das Hauptquartier der Vereinten Nationen in New York City

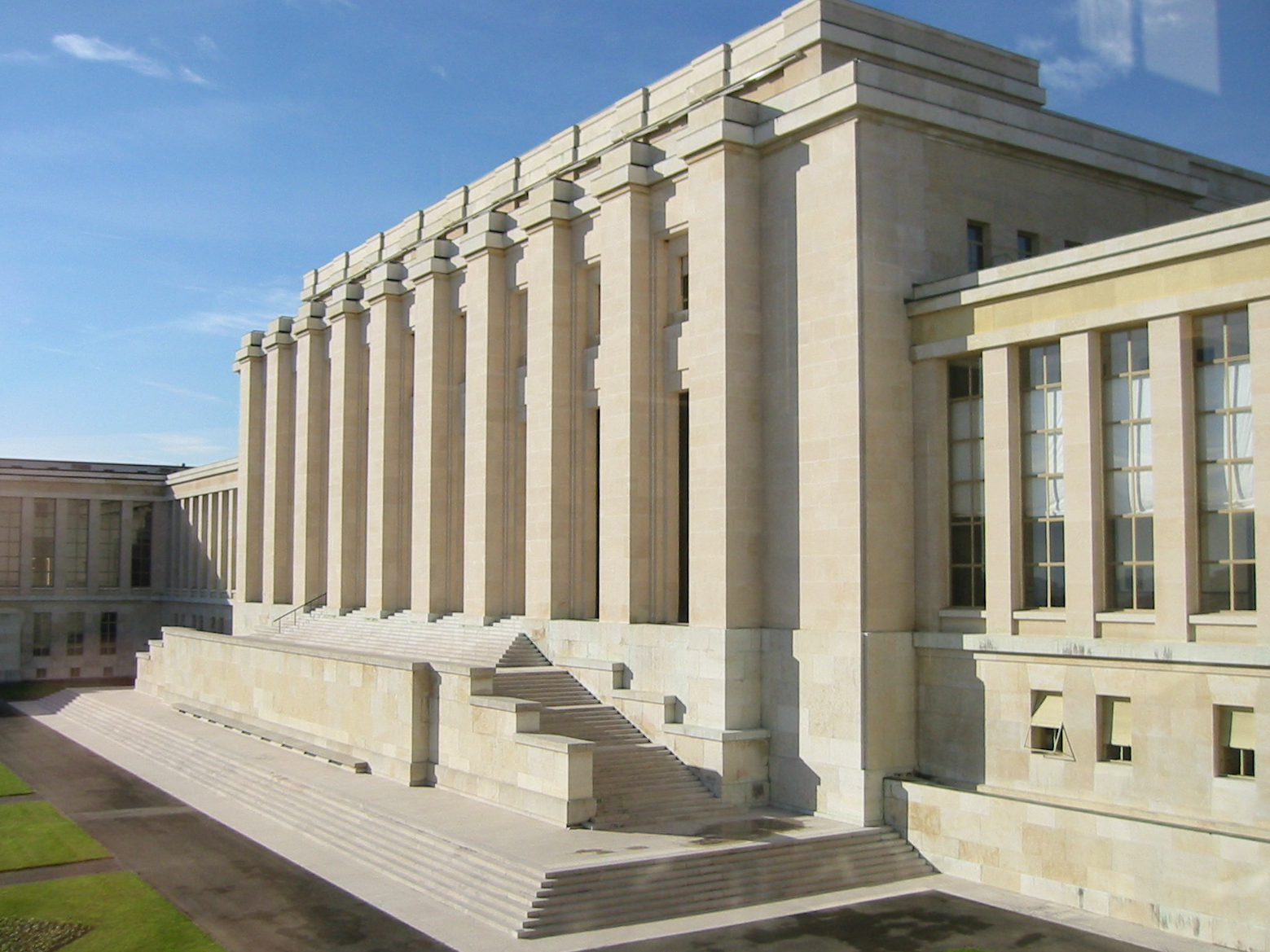
Palais des Nations in Genf

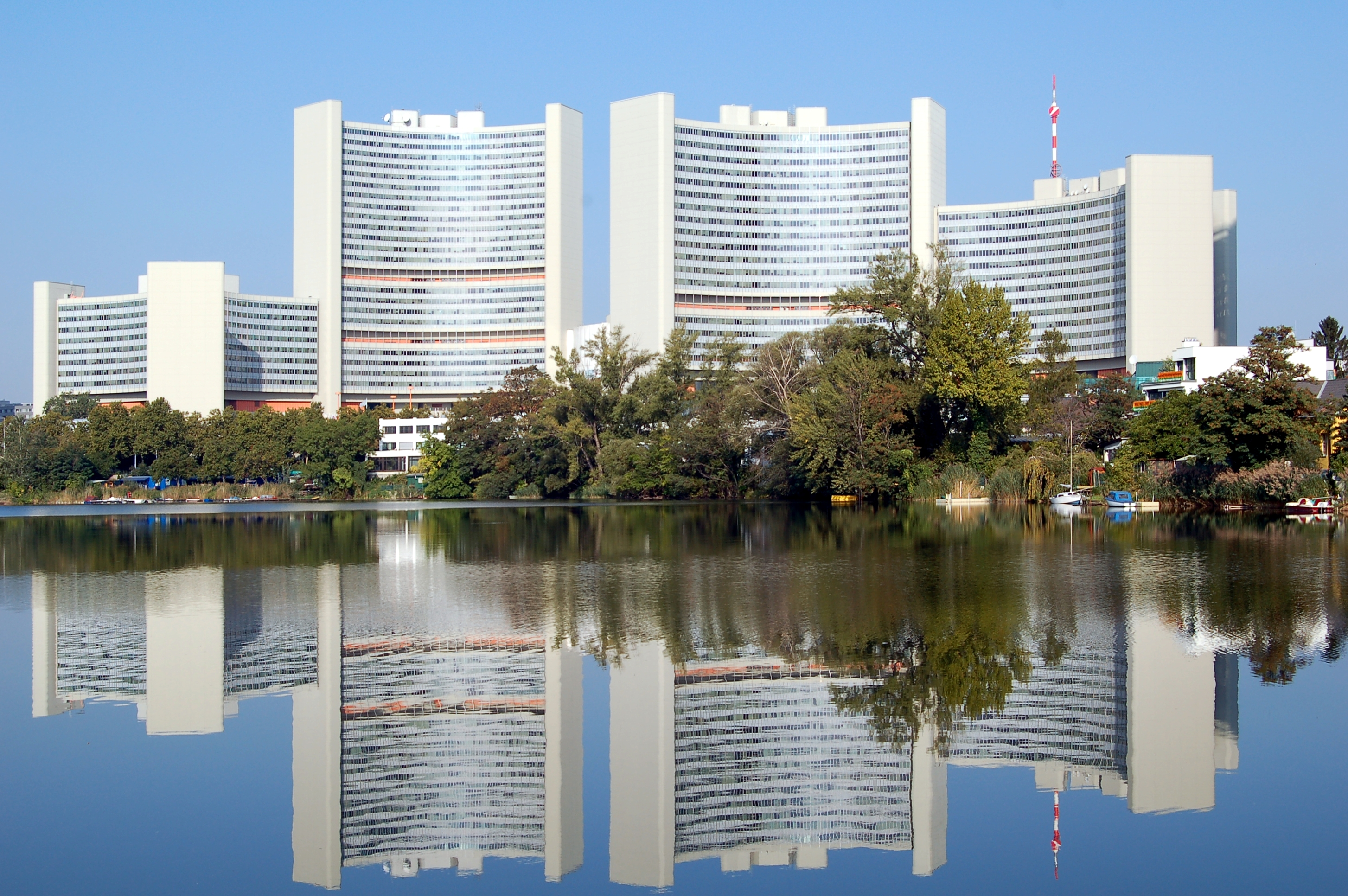
UNO-City in Wien

Die Vereinten Nationen (kurz VN; englisch United Nations, kurz UN; auch Organisation der Vereinten Nationen (OVN) oder UNO (von englisch United Nations Organization); französisch Organisation des Nations unies, kurz ONU) sind ein zwischenstaatlicher Zusammenschluss von 193 Staaten und als globale internationale Organisation ein uneingeschränkt anerkanntes Völkerrechtssubjekt.
Die wichtigsten Aufgaben der Organisation sind gemäß ihrer Charta die Sicherung des Weltfriedens, die Einhaltung des Völkerrechts, der Schutz der Menschenrechte und die Förderung der internationalen Zusammenarbeit. Im Vordergrund stehen außerdem Unterstützung im wirtschaftlichen, sozialen, humanitären und ökologischen Gebiet (siehe auch die Millennium-Entwicklungsziele der UNO).
Die Vereinten Nationen selbst sowie viele ihrer Unterorganisationen haben für ihre Verdienste den Friedensnobelpreis erhalten; zusammengenommen sind sie die am häufigsten so Ausgezeichneten.

## Gründungsgeschichte
Ihre Wurzeln haben die Vereinten Nationen in den Haager Friedenskonferenzen und im Völkerbund, der nach dem Ersten Weltkrieg mit dem Ziel gegründet wurde, den Frieden in der Welt dauerhaft zu sichern. Allerdings erhielt der Völkerbund durch mangelndes Beitrittsinteresse (so waren etwa die USA aus innenpolitischen Gründen kein Mitglied im Völkerbund) nicht den nötigen Einfluss, um seine Ziele durchsetzen zu können, und war mit Ausbruch des Zweiten Weltkrieges praktisch gescheitert.
US-Präsident Franklin D. Roosevelt unternahm nach dem Scheitern des Völkerbundes noch während des Zweiten Weltkrieges einen zweiten Versuch, eine Organisation zur Sicherung des Friedens zu schaffen, und erarbeitete zusammen mit dem britischen Premierminister Winston Churchill die Atlantik-Charta. Am 1. Januar 1942 beriefen sich 26 Staaten in der Deklaration der Vereinten Nationen auf die Prinzipien der Atlantik-Charta.
Durch die Mitarbeit der Sowjetunion und der Republik China an der neuen Friedensordnung kam es am 30. Oktober 1943 zur Moskauer Deklaration der Vier Mächte, die auf eine schnellstmögliche Schaffung einer allgemeinen, auf dem Prinzip der souveränen Gleichheit aller friedliebenden Staaten aufbauenden Organisation zur Aufrechterhaltung des Friedens und der internationalen Sicherheit zielte. Bei der Konferenz von Dumbarton Oaks wurde weiter über die Gründung der UN beraten.
Nach Einbeziehung Frankreichs in den Kreis der hauptverantwortlichen Mächte konnte die Charta der Vereinten Nationen 1945 auf der Konferenz von Jalta fertiggestellt werden. Sie wurde am 26. Juni 1945 auf der Konferenz von San Francisco von 50 Staaten unterzeichnet. Als erster Staat ratifizierten die Vereinigten Staaten die Charta und boten den Vereinten Nationen als Sitz New York an. Polen unterzeichnete die Charta erst später, zählt aber zu den 51 Gründungsmitgliedern. Die Charta trat am 24. Oktober 1945 in Kraft, nachdem die Republik China, Frankreich, die Sowjetunion, das Vereinigte Königreich, die Vereinigten Staaten von Amerika und die Mehrheit der Gründungsstaaten die Charta ratifiziert hatten.

## Aufgaben und Ziele
Nach Artikel 1 der Charta der Vereinten Nationen sind die Hauptaufgaben der UNO:
1. die Wahrung des Weltfriedens und der internationalen Sicherheit
2. die Entwicklung besserer, freundschaftlicher Beziehungen zwischen den Nationen
3. die internationale Zusammenarbeit, Lösung globaler Probleme und Förderung der Menschenrechte
4. ein Mittelpunkt zu sein, an dem die Nationen diese Ziele gemeinsam verhandeln.

### Allgemeine Erklärung der Menschenrechte, Menschenrechtspakte und -abkommen
Am 10. Dezember 1948 wurde die Charta um die Allgemeine Erklärung der Menschenrechte ergänzt. Darin verkündeten erstmals alle Staaten gemeinsam grundlegende Menschenrechte, die für jeden Menschen gleichermaßen gelten. Auch wenn diese Erklärung keinen bindenden Charakter für die Mitgliedsstaaten hat, ist sie ein Meilenstein in der Geschichte der Menschenrechte und ein wichtiges Rechtsdokument für internationale Politik.
1966 wurden dann von der Vollversammlung der Internationaler Pakt über bürgerliche und politische Rechte und der Internationaler Pakt über wirtschaftliche, soziale und kulturelle Rechte – nunmehr als rechtsverbindliche Dokumente – angenommen. Auf sie folgten diverse weitere für die jeweiligen Unterzeichnerstaaten bindende Menschenrechtsabkommen.

### Millennium-Entwicklungsziele
2001 wurden von der UNO, der Weltbank, dem IWF und dem Development Assistance Committee der OECD die sogenannten „Millennium-Entwicklungsziele“ postuliert. Dies sind folgende acht Entwicklungsziele, die bis zum Jahre 2015 erreicht werden sollten und deren oberstes Ziel die globale Zukunftssicherung ist:
1. Bekämpfung von extremer Armut und Hunger
2. Primärschulbildung für alle
3. Gleichstellung der Geschlechter / Stärkung der Rolle der Frauen
4. Senkung der Kindersterblichkeit
5. Verbesserung der Gesundheitsversorgung der Mütter
6. Bekämpfung von HIV/AIDS, Malaria und anderen schweren Krankheiten
7. Ökologische Nachhaltigkeit
8. Aufbau einer globalen Partnerschaft für Entwicklung.

### Agenda 2030

17 Ziele der Agenda 2030

Das Nachfolgeprojekt der Millenniumsziele ist die Agenda 2030. Synonyme sind:
- 17 Ziele für nachhaltige Entwicklung,
- Sustainable Development Goals, SDGs,
- Transforming our World: The 2030 Agenda for Sustainable Development,
- Transformation unserer Welt: Die Agenda 2030 für nachhaltige Entwicklung Globale Nachhaltigkeitsagenda,
- Post-2015-Entwicklungsagenda,
- Globale Ziele der UNO

Die 17 Ziele und deren Unterziele spiegeln die wesentlichen globalen Probleme wider. Die Zielsetzungen sind von existenzieller Bedeutung für die gesamte Menschheit, Frieden und Gerechtigkeit, Beseitigung von Hunger und extremer Armut sowie Klima- und Umweltschutz.
Das Ziel Nr. 16 (Frieden) ist eine wichtige Voraussetzung für die anderen Ziele, aber Kriege und politische Spannungen nehmen wieder zu. Der UN-Generalsekretär hat sich deshalb in seinem Bericht Our Common Agenda 2021 für eine Neue Agenda für den Frieden ausgesprochen.

### Friedenssicherung/Friedenserzwingung

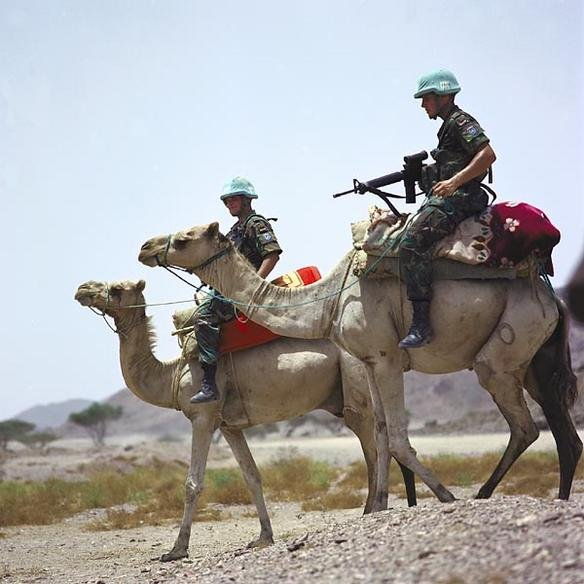
Soldaten der Friedenstruppen der Vereinten Nationen im Grenzgebiet von Eritrea und Äthiopien

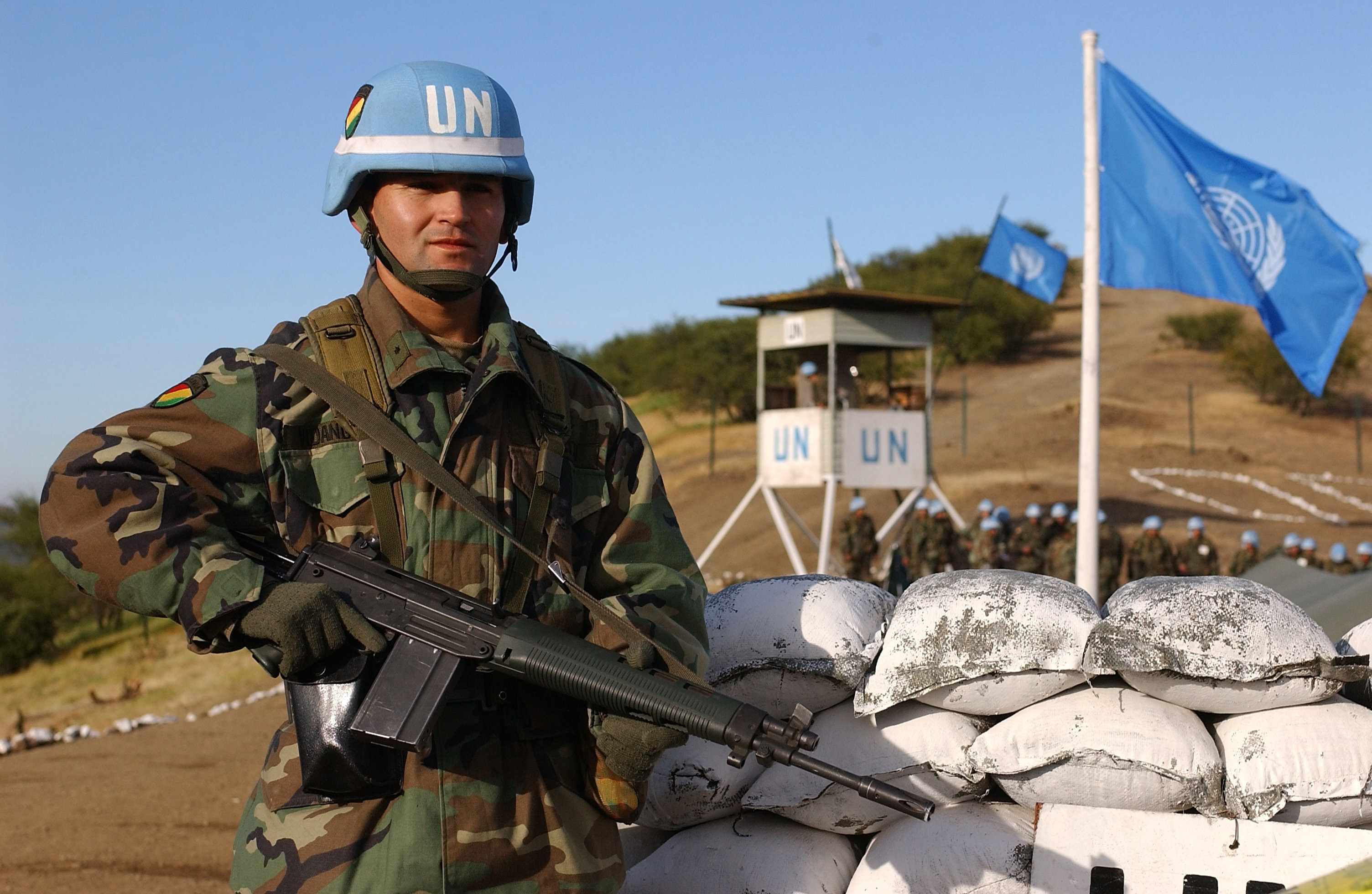
Bolivianischer „Blauhelm“-Soldat bei einer Übung in Chile

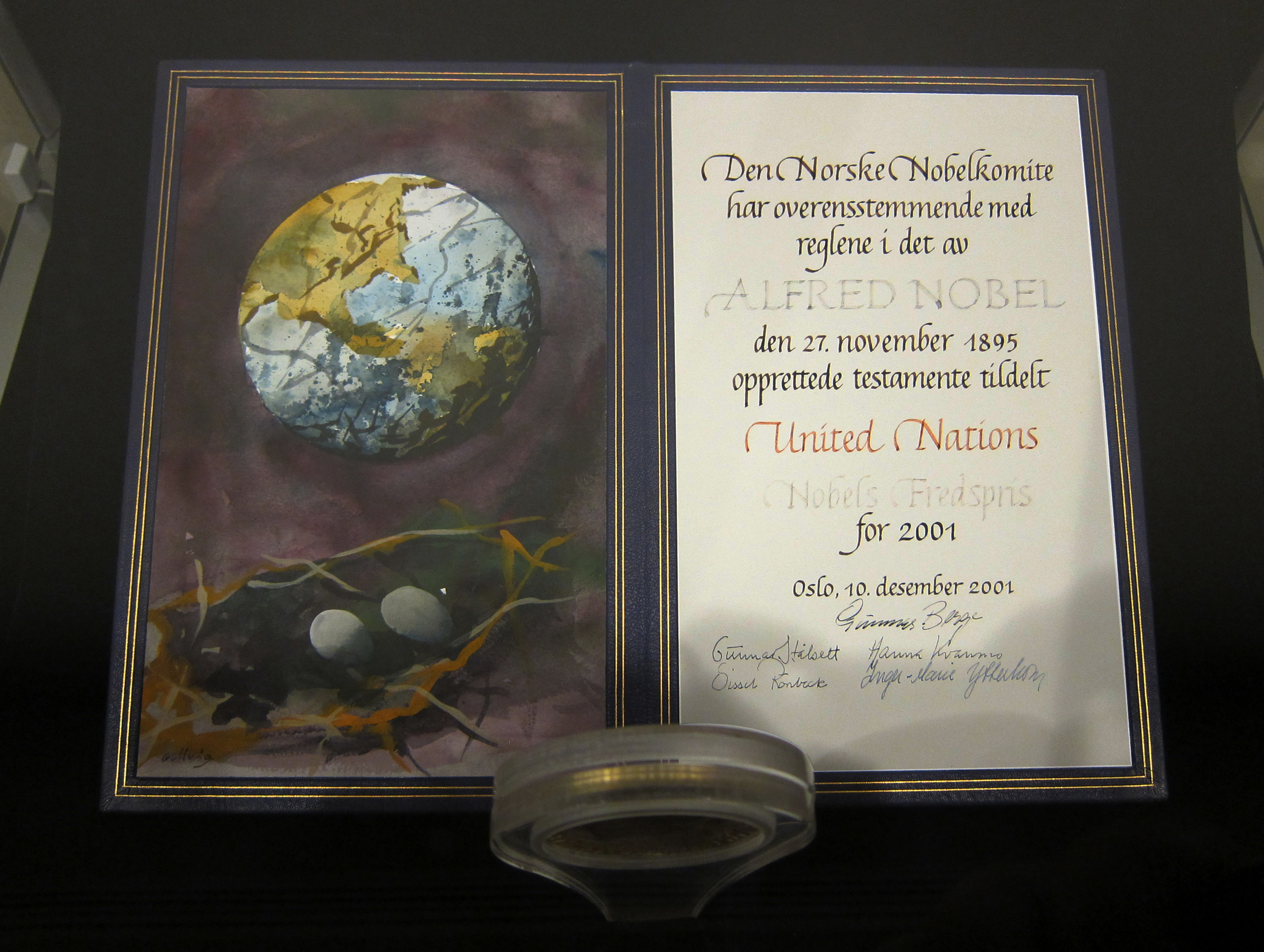
Friedensnobelpreis 2001 für die Vereinten Nationen – Urkunde in der Lobby des UN-Hauptquartiers in New York City

Die Friedenssicherung ist eine der Hauptaufgaben der Vereinten Nationen. Sie sind der Vermeidung und Beendigung internationaler Konflikte zentral verpflichtet. Der hohe Stellenwert wird dadurch deutlich, dass bereits im ersten Artikel der UN-Charta das Ziel formuliert wird,

„… den Weltfrieden und die internationale Sicherheit zu wahren und zu diesem Zweck wirksame Kollektivmaßnahmen zu treffen, um Bedrohungen des Friedens zu verhüten und zu beseitigen, Angriffshandlungen und andere Friedensbrüche zu unterdrücken und internationale Streitigkeiten oder Situationen, die zu einem Friedensbruch führen könnten, durch friedliche Mittel nach den Grundsätzen der Gerechtigkeit und des Völkerrechts zu bereinigen oder beizulegen.“

Die Vereinten Nationen haben durch die freiwillige Einbindung ihrer Mitgliedstaaten ein System kollektiver Sicherheit geschaffen. Kern dieses kollektiven Sicherheitssystems ist das allgemeine Gewaltverbot:

„Alle Staaten unterlassen in ihren internationalen Beziehungen jede gegen die territoriale Unversehrtheit oder die politische Unabhängigkeit eines Staates gerichtete oder sonst mit den Zielen der Vereinten Nationen unvereinbare Androhung oder Anwendung von Gewalt.“

Trotz des allgemeinen Gewaltverbots schließt die Charta die Gewaltanwendung nicht völlig aus. Sie ist neben dem individuellen Selbstverteidigungsrecht jedes Landes auf den Sicherheitsrat konzentriert: kollektive Maßnahmen gegen Friedensstörer unter Beachtung des Kapitels VII, wie wirtschaftliche, kommunikative und sonstige nichtmilitärische Sanktionen bis erforderlichenfalls hin zur Gewaltanwendung. Der Sicherheitsrat wird dadurch zum Träger des „Gewaltmonopols“. Bevor der Sicherheitsrat entsprechende Maßnahmen beschließen kann, muss er zunächst eine Bedrohung oder einen Bruch des Friedens oder eine Angriffshandlung feststellen. Sollte dies der Fall sein, so hat er grundsätzlich zwei Möglichkeiten: Er kann sowohl Empfehlungen an die UN-Mitglieder als auch Zwangsmaßnahmen gegenüber dem Friedensstörer selbst sowie gegenüber allen anderen Mitgliedstaaten aussprechen.
Bei Zwangsmaßnahmen sind sowohl nichtmilitärische Sanktionen als auch ein direktes militärisches Eingreifen durch die UN selbst oder durch entsprechend mandatierte Mitglieder möglich. Das Aufstellen von Truppen unter dem direkten Kommando der UN ist in der Charta zwar vorgesehen, kam jedoch nie zustande. Zu den nichtmilitärischen Sanktionen gehören die „vollständige oder teilweise Unterbrechung der Wirtschaftsbeziehungen, des Eisenbahn-, See- und Luftverkehrs, der Post-, Telegraphen- und Funkverbindung sowie sonstiger Verkehrsmöglichkeiten und der Abbruch der diplomatischen Beziehungen“ (UN-Charta, Art. 41).
Eine Skulptur auf der Visitor’s Plaza vor dem UN-Gebäude in New York versinnbildlicht das Ziel der Friedenssicherung durch die Darstellung eines Revolvers mit zugeknotetem Lauf. Die Skulptur wurde vom schwedischen Künstler Carl Fredrik Reuterswärd geschaffen und trägt den Namen Non-Violence („Gewaltlosigkeit“). Sie ist ein Geschenk der Regierung Luxemburgs an die Organisation.
„Blauhelme“/„Grünhelme“
Die Blauhelme sind die Friedenssoldaten der UN. Sie waren als Mittel der passiven „Friedenssicherung“ nicht in der Charta vorgesehen. Doch Dag Hammarskjöld und Lester Pearson entwarfen die Idee der Friedenssoldaten in Krisensituationen. Blauhelmsoldaten tragen zur leichteren Erkennbarkeit neben der Uniform ihres Landes entweder einen blauen Helm oder ein blaues Barett mit einem UN-Abzeichen. Die getragenen Waffen sollen aber nur der Selbstverteidigung dienen. Ein Mandat zur Entsendung von Blauhelmen kann nur der UN-Sicherheitsrat erteilen, doch die Regierung jedes Landes darf selbst entscheiden, ob sie Soldaten zu einem solchen Einsatz entsendet. Bis 1990 haben die UN bereits 500.000 Soldaten und Zivilpersonen zu Maßnahmen zur Erhaltung des Friedens eingesetzt – nicht aber zur Friedensherstellung.
Bei friedenserzwingenden Einsätzen gemäß Kapitel VII der UN-Charta findet keine abweichende Kennzeichnung der Soldaten von ihren nationalen Uniformen statt. In der Geschichte der Vereinten Nationen gab es bisher zwei friedenserzwingende Missionen:
- Koreakrieg von 1950 bis 1953
- Zweiter Golfkrieg um Kuwait 1990

Beim Kosovokrieg von 1999 autorisierte der UN-Sicherheitsrat einzelne Militäraktionen von NATO-Staaten. Beim Krieg in Afghanistan ab 2001 autorisierte der Sicherheitsrat den Aufbau der ISAF-Schutztruppe.

## Organe
Gemäß Artikel 7 der UN-Charta setzen sich die Vereinten Nationen aus sechs Hauptorganen zusammen, die für die Entscheidungsprozesse maßgeblich sind. Neben den Hauptorganen gehören eine Reihe von Nebenorganen und Sonderorganisationen zum System der Vereinten Nationen, die mit der Wahrnehmung spezifischer Aufgaben befasst sind.

### Hauptorgane
| Versammlung aller UN-Mitgliedstaaten (pro Staat eine Stimme) | Verwaltungsorgan der UNO (Vorsitzender ist der UN-Generalsekretär) | Universelles völkerrechtliches Gericht (Sitz in Den Haag) |  |  |  |  |
| UN-Generalversammlung | Hauptquartier der Vereinten Nationen in New York City | Internationaler Gerichtshof |  |  |  |  |
| - Forum für internationale Diplomatie, zentraler Ort für Debatten über weltpolitische Fragen - kann unverbindliche Empfehlungen an Staaten oder Vorschläge an den UNSC aussprechen (kein Parlament!) - entscheidet über die Aufnahme neuer Mitglieder - verabschiedet den Etat - wählt die nichtständigen Mitglieder des UNSC, alle Mitglieder des ECOSOC, auf Vorschlag des UNSC den UN-Generalsekretär sowie die 15 Richter des IGH                  | - unterstützt die anderen UN-Organe administrativ, z. B. bei der Organisation von Konferenzen, beim Verfassen von Studien bzw. Berichten und der Aufstellung eines Haushaltsplans - hat neben seinem Hauptsitz in New York City drei Außenstellen in Genf, Nairobi und Wien - Der Vorsitzende – der UN-Generalsekretär – wird von der UN-Generalversammlung auf fünf Jahre gewählt und ist der wichtigste Repräsentant der UNO | - entscheidet Rechtsstreitigkeiten zwischen Staaten, die seine Gerichtsbarkeit anerkennen, und erstattet Rechtsgutachten - Die 15 Richter werden von der UN-Generalversammlung auf neun Jahre gewählt. Sie fällen ihre Urteile mit relativer Stimmenmehrheit - Parteien vor dem IGH können nur Staaten sein, jedoch keine internationalen Organisationen und andere Völkerrechtssubjekte (nicht zu verwechseln mit dem IStGH) |  |  |  |  |
| | | |  |  |  |  |
| Sicherheitsrat | Wirtschafts- und Sozialrat | Treuhandrat |  |  |  |  |
| für weltpolitische Sicherheitsfragen | für globale Wirtschafts- und Sozialangelegenheiten | für die Verwaltung von Treuhandgebieten (derzeit nicht aktiv) |  |  |  |  |
| UN-Sicherheitsrat | UN-Wirtschafts- und Sozialrat | UN-Treuhandrat |  |  |  |  |
| - zuständig für die Wahrung des Weltfriedens und der internationalen Sicherheit - mächtigstes Organ der UNO, da er als einziges verbindliche UN-Resolutionen erlassen kann - beschließt friedenssichernde und friedenserzwingende Maßnahmen sowie nichtmilitärische Druckmittel wie z. B. Handelsembargos - hat 15 Mitglieder, davon China, Russland, Frankreich, Vereinigtes Königreich und die USA als sogenannte ständige Mitglieder mit Veto-Recht | - zuständig für die Zusammenarbeit der Staaten auf wirtschaftlichem und sozialem Gebiet (Hebung des allgemeinen Lebensstandards, Lösung wirtschaftlicher, sozialer und gesundheitlicher Probleme, Förderung der Menschenrechte, Kultur und Erziehung sowie humanitäre Hilfe) - hat hierzu zahlreiche Fach- und Regionalkommissionen eingerichtet - koordiniert die Zusammenarbeit mit den zahlreichen Sonderorganisationen der Vereinten Nationen - hat 54 Mitglieder, die von der UN-Generalversammlung auf 3 Jahre gewählt werden | - war ursprünglich dazu gedacht, koloniale Besitzungen als Völkerbundsmandate zu verwalten - hat seine Aufgaben suspendiert, da es seit 1994 keine solchen Treuhandgebiete mehr gibt |  |  |  |  |

### Nebenorgane

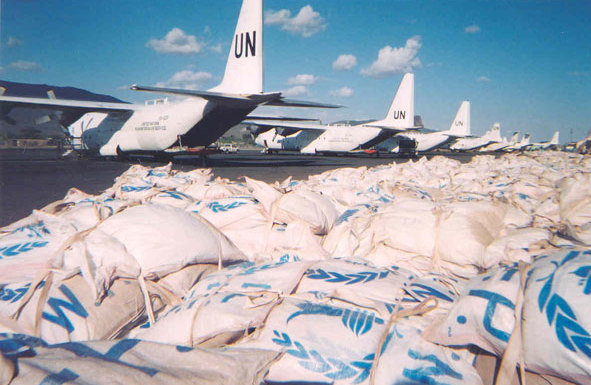
Eine Lockheed C-130 des World Food Programs liefert im Sudan Hilfspakete mit Nahrung aus

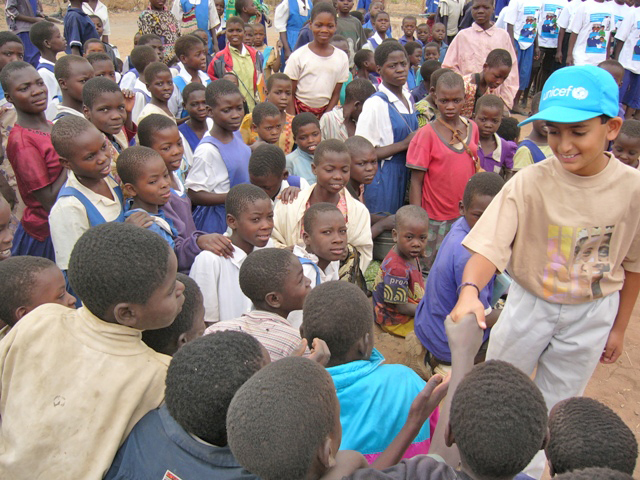
UNICEF-Kinder-Botschafter Bilaal Rajan in Malawi

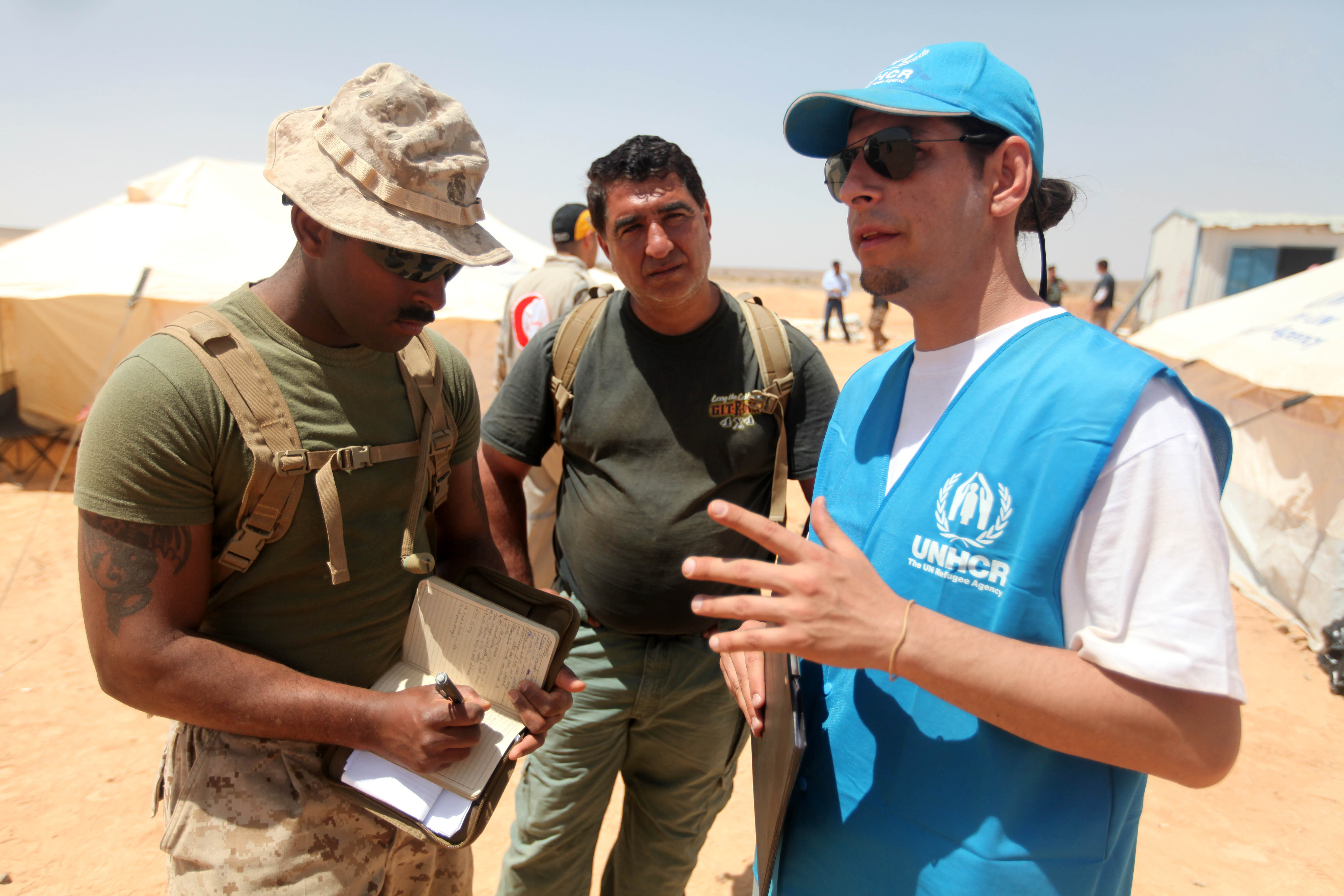
Ein UNHCR-Mitarbeiter berät sich mit einem US-Marine in Jordanien

Nebenorgane der UN können von der Generalversammlung nach Artikel 22 der Charta und vom Sicherheitsrat nach Artikel 29 der Charta eingesetzt werden. Sie berichten zumeist ihren einsetzenden Hauptorganen, teils dem Wirtschafts- und Sozialrat. Obwohl sie gegenüber Partnern außerhalb der UN vielmals autonom auftreten, verfügen sie über keinen eigenen völkerrechtlichen Status.
Ihre Aufgaben lassen sich in folgende Bereiche aufschlüsseln:
- Entwicklungspolitische Hilfsprogramme
  - Menschenrechtsrat (HRC) in Genf (Schweiz)
  - Entwicklungsprogramm (UNDP) in New York (USA)
  - Umweltprogramm (UNEP) in Nairobi (Kenia)
  - Kinderhilfswerk (UNICEF) in New York (USA)
  - Konferenz für Handel und Entwicklung (UNCTAD) in Genf (Schweiz)
  - Welternährungsprogramm (WFP) in Rom (Italien)
  - Welternährungsrat (WFC) in Rom (Italien)
  - Bevölkerungsprogramm (UNFPA) in New York (USA)
  - Abrüstungskonferenz (UNCD) in Genf (Schweiz)
- Humanitäre Angelegenheiten
  - Hochkommissar für Menschenrechte (UNHCHR) in Genf (Schweiz)
  - Hochkommissar für Flüchtlinge (UNHCR) in Genf (Schweiz)
  - Amt für die Koordinierung humanitärer Angelegenheiten (OCHA, Office for the Coordination of Humanitarian Affairs)
  - Hilfsprogramm für die Palästina-Flüchtlinge (UNRWA) in Gaza (Palästinensische Autonomiegebiete)
  - Katastrophenhilfe (UNDRO) in Genf (Schweiz)
  - Drogenkontrollprogramm (UNODC) in Wien (Österreich)
  - Weltsiedlungskonferenz (HABITAT) in Nairobi (Kenia)
- Sicherheitspolitische Nebenorgane
  - Friedenssicherungsmissionen wie z. B. UNAMA und UNTAC
  - Territoriale Verwaltungsmissionen wie z. B. UNMIK und UNTAET
  - Ad-hoc-Strafgerichte wie z. B. ICTY in Den Haag (Niederlande) und ICTR in Arusha (Tansania)
- Ausbildungs- und Forschungsaktivitäten
  - Universität der Vereinten Nationen (UNU) mit ihrem Hauptsitz in Tokio (Japan)
  - Institut für Ausbildung und Forschung (UNITAR) in Genf (Schweiz)

### Sonderorganisationen
Die Sonderorganisationen sind rechtlich, organisatorisch und finanziell selbstständige Organisationen, die durch nach Artikel 63 der Charta geschlossene völkerrechtliche Abkommen mit den UN verbunden sind. Dies sind derzeit (2023) 15 Organisationen, darunter die Weltbankgruppe, zu der 5 Mitgliedsorganisationen zählen. Ihre Zusammenarbeit mit den UN und untereinander wird durch den Wirtschafts- und Sozialrat koordiniert.
|    | Abkürzung | Logo/Flagge                                                      | Name                                                      | Sitz             | Vorsitz                                                                        | Gegründet   | Budget in US$ (2016) |
| -- | --------- | ---------------------------------------------------------------- | --------------------------------------------------------- | ---------------- | ------------------------------------------------------------------------------ | ----------- | -------------------- |
| 1  | FAO       | Food and Agriculture Organization                                | Ernährungs- und Landwirtschaftsorganisation               | Rom              | Qu Dongyu                                                                      | 1945        | 1.201.818.140        |
| 2  | ICAO      | International Civil Aviation Organization                        | Internationale Zivilluftfahrtorganisation                 | Montreal         | Juan Carlos Salazar Gómez (Generalsekretär) Salvatore Sciacchitano (Präsident) | 1947        | 0.192.346.640        |
| 3  | IFAD      | International Fund for Agricultural Development                  | Internationaler Fonds für landwirtschaftliche Entwicklung | Rom              | Alvaro Lario                                                                   | 1977        | 0.169.727.000        |
| 4  | ILO       | International Labour Organization                                | Internationale Arbeitsorganisation                        | Genf             | Gilbert Houngbo                                                                | 1946 (1919) | 0.674.937.000        |
| 5  | IMO       | International Maritime Organization                              | Internationale Seeschifffahrts-Organisation               | London           | Arsenio Dominguez                                                              | 1948        | 0.057.821.457        |
| 6  | IWF       | International Monetary Fund                                      | Internationaler Währungsfonds                             | Washington, D.C. | Kristalina Georgiewa                                                           | 1945 (1944) | ?                    |
| 7  | ITU       | International Telecommunication Union                            | Internationale Fernmeldeunion                             | Genf             | Doreen Bogdan-Martin                                                           | 1947 (1865) | 0.183.604.878        |
| 8  | UNESCO    | United Nations Educational, Scientific and Cultural Organization | Organisation für Erziehung, Wissenschaft und Kultur       | Paris            | Audrey Azoulay                                                                 | 1946        | 0.663.683.714        |
| 9  | UNIDO     | United Nations Industrial Development Organization               | Organisation für industrielle Entwicklung                 | Wien             | Gerd Müller                                                                    | 1967        | 0.235.511.425        |
| 10 | UPU       | Universal Postal Union                                           | Weltpostverein                                            | Bern             | Masahiko Metoki                                                                | 1947 (1874) | 0.077.403.536        |
| 11 | IBRD      | Internationale Bank für Wiederaufbau und Entwicklung             | Internationale Bank für Wiederaufbau und Entwicklung      | Washington, D.C. | Ajay Banga                                                                     | 1945 (1944) | ?                    |
| 12 | IDA       | International Development Association                            | Internationale Entwicklungsorganisation                   | Washington, D.C. | David Malpass                                                                  | 1960        | ?                    |
| 13 | IFC       | International Finance Corporation                                | Internationale Finanz-Corporation                         | Washington, D.C. | Makhtar Diop                                                                   | 1956        | ?                    |
| 14 | WHO       | World Health Organization                                        | Weltgesundheitsorganisation                               | Genf             | Tedros Adhanom Ghebreyesus                                                     | 1948        | 2.471.062.278        |
| 15 | WIPO      | World Intellectual Property Organization                         | Weltorganisation für geistiges Eigentum                   | Genf             | Daren Tang                                                                     | 1974        | 0.347.037.073        |
| 16 | WMO       | World Meteorological Organization                                | Weltorganisation für Meteorologie                         | Genf             | Celeste Saulo (Generalsekretärin) Abdulla Al Mandous (Präsident)               | 1950 (1873) | 0.098.226.341        |
| 17 | UNWTO     | Welttourismusorganisation                                        | Welttourismusorganisation                                 | Madrid           | Zurab Pololikashvili                                                           | 1974        | 0.023.171.332        |

### Generalsekretäre

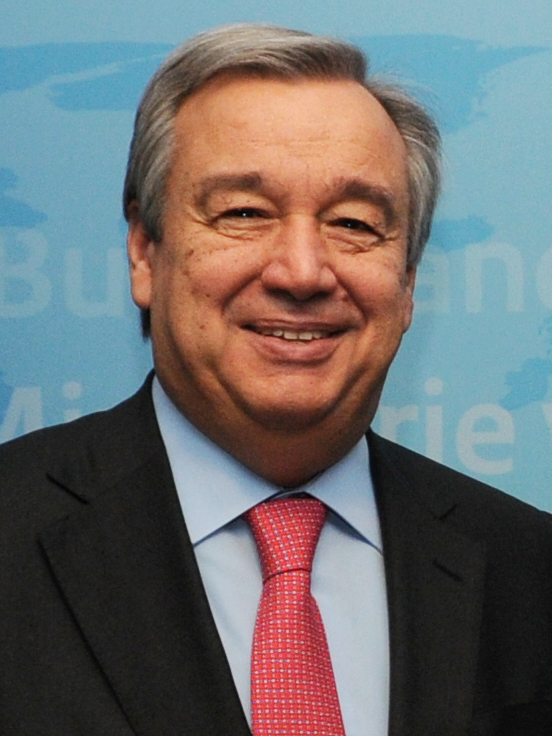
António Guterres – derzeitiger Generalsekretär der Vereinten Nationen

Der „Generalsekretär der Vereinten Nationen“ ist der Vorsitzende des UN-Sekretariats und somit höchster Verwaltungsbeamter der UNO. Außerdem repräsentiert er die UNO nach außen und ist somit meist das bekannteste Gesicht der Organisation.
| Amtszeit  | Generalsekretär                     |
| --------- | ----------------------------------- |
| 1946–1952 | Trygve Lie (1896–1968)              |
| 1953–1961 | Dag Hammarskjöld (1905–1961)        |
| 1961–1971 | U Thant (1909–1974)                 |
| 1972–1981 | Kurt Waldheim (1918–2007)           |
| 1982–1991 | Javier Pérez de Cuéllar (1920–2020) |
| 1992–1996 | Boutros Boutros-Ghali (1922–2016)   |
| 1997–2006 | Kofi Annan (1938–2018)              |
| 2007–2016 | Ban Ki-moon (* 1944)                |
| seit 2017 | António Guterres (* 1949)           |

## Organisation

### Mitglieder
Mit der Aufnahme Südsudans im Jahre 2011 wuchs die Zahl der Mitgliedsstaaten der Vereinten Nationen auf 193. Damit kann sie nahezu universelle Geltung beanspruchen.
Die 51 Gründungsmitglieder der UN im Jahr 1945 waren:
Ägypten, Äthiopien, Argentinien, Australien, Belgien, Bolivien, Brasilien, Chile, Republik China (heute die Volksrepublik China), Costa Rica, Dänemark, Dominikanische Republik, Ecuador, El Salvador, Frankreich, Griechenland, Guatemala, Haiti, Honduras, Indien, Irak, Iran, Jugoslawien, Kanada, Kolumbien, Kuba, Libanon, Liberia, Luxemburg, Mexiko, Neuseeland, Nicaragua, Niederlande, Norwegen, Panama, Paraguay, Peru, Philippinen, Polen, Saudi-Arabien, Sowjetunion, Südafrika, Syrien, Tschechoslowakei, Türkei, Ukrainische Sozialistische Sowjetrepublik, Vereinigte Staaten, Vereinigtes Königreich, Uruguay, Venezuela und Weißrussische Sozialistische Sowjetrepublik.
1955 traten unter anderem Italien und Österreich den Vereinten Nationen bei. 1973 folgten nach dem Grundlagenvertrag die Deutsche Demokratische Republik als 133. und die Bundesrepublik Deutschland als 134. Mitglied. Liechtenstein schließlich 1990, die Schweiz nach einer Volksinitiative 2002.
Der erhebliche Anstieg in der Mitgliederzahl seit der Gründung ergibt sich insbesondere als Folge der Dekolonialisierung, in deren Verlauf eine beträchtliche Anzahl von neuen Staaten entstanden und den Vereinten Nationen beitraten.
Belarus und Ukraine waren neben der Sowjetunion gleichberechtigte Gründungsmitglieder, wobei sich die Mitgliedschaft der Sowjetunion auf die gesamte UdSSR unter Einbeziehung von Belarus und der Ukraine erstreckte. Damit war die Sowjetunion faktisch mit drei Stimmen in den Vereinten Nationen vertreten. Seit der Auflösung der UdSSR im Dezember 1991 wird die sowjetische Mitgliedschaft von der Russischen Föderation wahrgenommen; die übrigen ehemaligen Sowjetrepubliken haben sich teilweise bereits kurz vor und teilweise nach der Auflösung erfolgreich um eine eigenständige Mitgliedschaft beworben.
Keine Mitglieder sind unter anderem die Vatikanstadt (während die völkerrechtliche Vertretung des Papstes, der Heilige Stuhl, jedoch einen staatlichen Beobachterstatus hat) und die nicht von allen Ländern anerkannten Staaten Palästina (seit 29. November 2012 ebenfalls mit staatlichem Beobachterstatus), (West-)Sahara (Demokratische Arabische Republik Sahara) und Kosovo sowie die Türkische Republik Nordzypern (TRNZ), die kaukasischen Republiken Abchasien und Südossetien, die Cookinseln, Niue und die Republik China (Taiwan). Die Republik China nimmt hier eine Sonderstellung ein, da sie von 1945 bis 1971 das Gründungsmitglied China innerhalb der Vereinten Nationen repräsentierte und damit den chinesischen Sitz im UN-Sicherheitsrat innehatte. Im Jahr 1971 wurde auf eine Resolution der Generalversammlung hin die Vertretung Chinas dergestalt geändert, dass China seitdem nur noch von Delegierten der Volksrepublik China repräsentiert wird. Faktisch führte dies zu einem Ausscheiden Taiwans aus den Vereinten Nationen. Eine eigene (bzw. erneute) Mitgliedschaft Taiwans ist aufgrund der Ein-China-Politik der Volksrepublik China nicht zu erwarten, welche als Vetomacht die Aufnahme neuer Mitglieder blockieren kann.

### Charta
Die Charta ist die „Verfassung“ und Rechtsgrundlage für die Vereinten Nationen und wurde am 26. Juni 1945 im Theatersaal des Veterans War Memorial Building in San Francisco unterzeichnet. In Kraft trat die Charta am 24. Oktober 1945. Polen, das 51. Gründungsmitglied, hatte an der Konferenz nicht teilnehmen können und unterschrieb später. Die Charta ist ein zeitlich nicht begrenzter völkerrechtlicher Vertrag und wurde seit ihrer Gründung an nur vier Stellen geändert, nämlich die Artikel 23, 27, 61 und 109. Sie besteht aus einer Präambel und 19 Kapiteln mit 111 Artikeln. (Im Gegensatz dazu hatte die Satzung des Völkerbundes nur 26 Artikel.) Die Kapitel beschäftigen sich unter anderem mit den verschiedenen Hauptorganen der UN, der friedlichen Beilegung von Streitigkeiten, den Maßnahmen bei Bedrohung oder Bruch des Friedens und bei Angriffshandlungen sowie ihren Zielen und Grundsätzen.

### Sitz
Die Vereinten Nationen haben ihren Hauptsitz in New York und drei weitere Sitze in Genf (Büro der Vereinten Nationen in Genf), Nairobi (Büro der Vereinten Nationen in Nairobi) und Wien (Büro der Vereinten Nationen in Wien). Dabei ist Genf wegen seiner zahlreichen UN-Organisationen der größte UN-Standort mit dem meisten Personal. In Den Haag befindet sich der Internationale Gerichtshof. Die UN-Sitze befinden sich nach offiziellem Sprachgebrauch nicht in dem jeweiligen Staat, sondern sind nur von diesen Staaten umgeben. In den UN gelten Regeln eigener Art, und die Staatsmacht des jeweiligen Sitzlandes darf dort keine Zwangsmaßnahmen ausüben, wodurch ihre Souveränität insoweit nicht infrage steht. Dass Einrichtungen der UN eine Art „internationales Territorium“ darstellen würden, ist völkerrechtlich nicht anerkannt. Jedoch genießen ihre Einrichtungen völkerrechtliche Immunität, ähnlich wie Botschaften.

### Amts-, Arbeits- und weitere Sprachen
Obwohl die Vereinten Nationen eine Weltorganisation sind, werden schon aus praktischen Gründen nicht alle Sprachen der Welt offiziell benutzt. Tatsächlich beschränkt man sich auf sechs Amtssprachen: Arabisch, Chinesisch, Englisch, Französisch, Russisch und Spanisch. Von diesen sechs sind Englisch und Französisch – die beiden bedeutsamsten Sprachen der Diplomatie – Arbeitssprachen. Dies ist in der Resolution 2 festgelegt, die von der Generalversammlung im Jahr 1946 angenommen wurde.
Amtssprache bedeutet, dass in jeder offiziellen Sitzung eine Verdolmetschung nach und aus diesen Sprachen zu erfolgen hat und dass alle sitzungsvorbereitenden Dokumente, alle Resolutionsentwürfe und alle Protokolle und Berichte in angemessenem zeitlichen Rahmen in diesen Sprachen zur Verfügung stehen müssen. Für die Arbeitssprachen gilt, dass alle organisationsinternen Arbeitsabläufe (mündlich und schriftlich) in diesen beiden Sprachen ablaufen können. Im Umgang mit dem Sekretariat der Vereinten Nationen hat jeder Delegierte das Recht, sich mündlich und schriftlich in der Arbeitssprache seiner Wahl auszudrücken. Auch müssen alle offiziellen Äußerungen des Sekretariats in den beiden Arbeitssprachen ablaufen (Anzeigen, Beschilderungen, etwa das bekannte „Security Council/Conseil de sécurité“ in New York, Broschüren, Führungen usw.). Dieses Regelwerk schließt einsprachige Auftritte prinzipiell aus.
Einige interessante Einzelheiten waren in dem populären Film Die Dolmetscherin – einem Thriller aus dem Jahre 2005 von Sydney Pollack – zu sehen, für welchen erstmals die Erlaubnis erteilt wurde, im Hauptsitz der UN zu filmen.
Die Generalversammlung der Vereinten Nationen beschloss 1974 in ihrer Resolution 3355 (XXIX), dass nach der Erklärung der beiden deutschen Staaten, die Kosten der Resolution zu tragen, die Vereinten Nationen bestimmte Dokumente auch in deutscher Sprache veröffentlichen würden. Der Deutsche Übersetzungsdienst der Vereinten Nationen, heute gemeinsam finanziert von Deutschland, Österreich, der Schweiz und Liechtenstein, bietet die wichtigsten Dokumente zeitnah in deutscher Sprache an.
Die deutschen Übersetzungen offizieller Dokumente der Vereinten Nationen sind, anders als bei den Amtssprachen der VN, regelmäßig nicht der verbindliche Wortlaut. Die von deutschsprachigen Regierungen für ihre Legislative veröffentlichten Übersetzungen können deshalb, anders als die amtssprachlichen Originale, vor ihren Gerichten auch inhaltlich in Zweifel gezogen werden.

### Budget und Finanzierung
| Mitgliedstaat               | Beitrag |
| --------------------------- | ------- |
| Vereinigte Staaten          | 22,0 %  |
| Volksrepublik China         | 12,0 %  |
| Japan                       | 8,6 %   |
| Deutschland                 | 6,1 %   |
| Vereinigtes Königreich      | 4,6 %   |
| Frankreich                  | 4,4 %   |
| Italien                     | 3,3 %   |
| Brasilien                   | 2,9 %   |
| Kanada                      | 2,7 %   |
| Russland                    | 2,4 %   |
| restliche UN-Mitglieder     | 31,0 %  |
| insgesamt 3 231 000 000 USD |         |

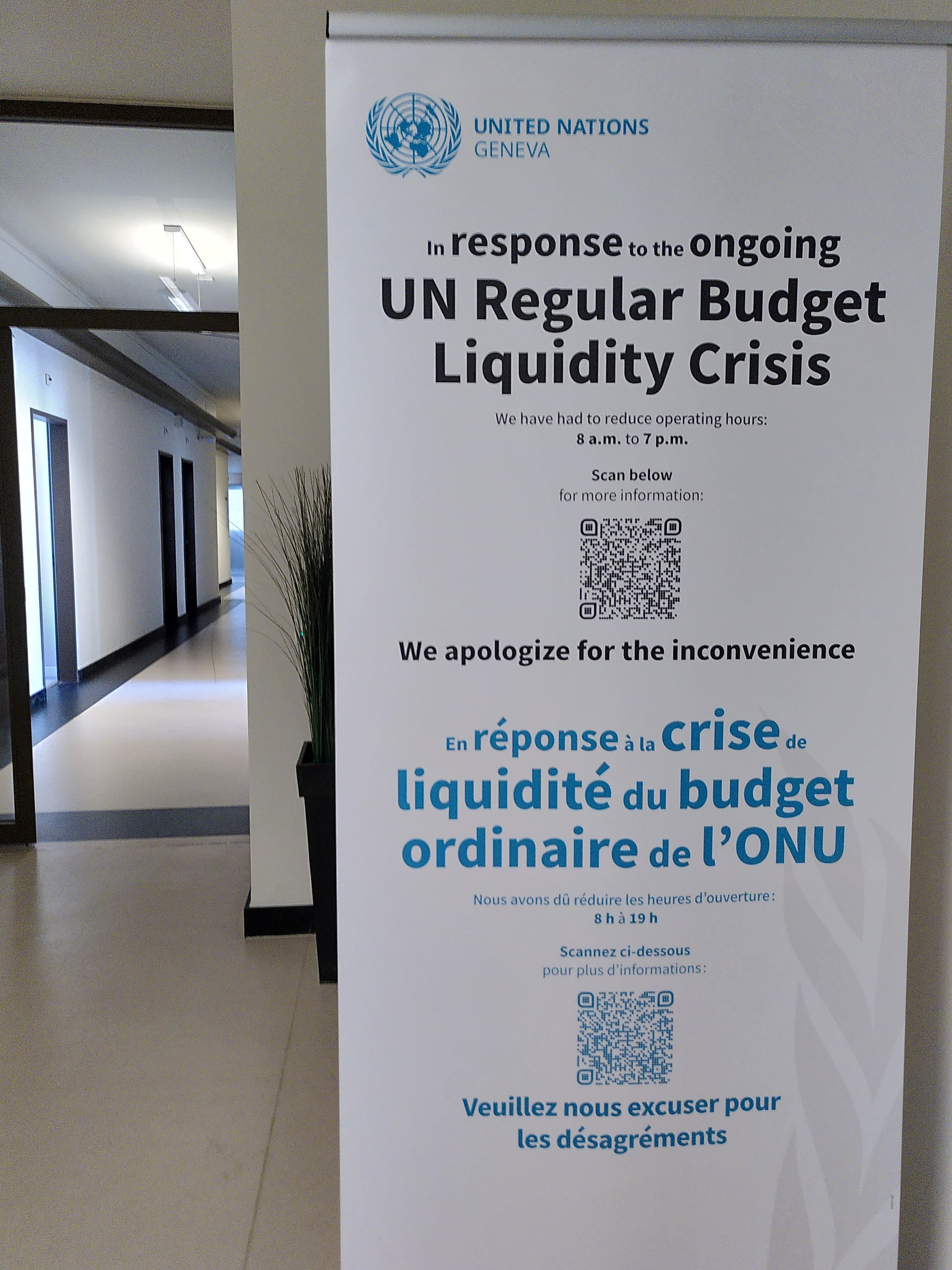
Eine Informationstafel in Genf erläutert eingeschränkte Öffnungszeiten aufgrund von Finanzproblemen der UN (2024)

Die UN finanzieren sich hauptsächlich aus Beiträgen ihrer Mitgliedstaaten. Man unterscheidet Pflichtbeiträge, Pflicht-Beitragsumlagen und freiwillige Beitragsleistungen.
Die Pflichtbeiträge der einzelnen Mitgliedstaaten dienen der Finanzierung des ordentlichen Haushaltes der Organisation sowie teilweise der Verwaltungsaufgaben ihrer Nebenorgane. Die Höhe der prozentualen Pflichtanteile aller Mitgliedstaaten wird mit Hilfe eines Beitragsschlüssels berechnet. Dieser wird alle drei Jahre auf Empfehlung eines Beitragsausschusses neu von der Generalversammlung festgelegt. Die letzte und derzeit gültige Änderung des Berechnungsschlüssels wurde im Dezember 2000 beschlossen und trat am 1. Januar 2001 in Kraft. Die Höhe der Beiträge wird seitdem auf Grundlage des Bruttoinlandproduktes eines Landes im Durchschnitt der letzten viereinhalb Jahre (davor sechs Jahre) sowie in Abhängigkeit von der Schuldenbelastung, des Pro-Kopf-Einkommens und der Währungsschwankungen berechnet. Dabei ist festgelegt, dass jedes Land mindestens 0,001 % zum ordentlichen Haushalt beitragen muss und höchstens 22 % des Haushalts tragen darf. Staaten wie Südkorea, Singapur und Brasilien mussten nach einer Übergangsphase ab 2004 einen höheren Prozentanteil des UN-Haushaltes übernehmen. Japan konnte aufgrund seiner rückläufigen Wirtschaftsentwicklung mit einer leichten Beitragssenkung rechnen. Die Beiträge der USA wurden reduziert, der Anteil Deutschlands blieb in etwa gleich. Einnahmeverluste, die infolge der dreijährigen Übergangsphase entstanden, wurden durch eine Privatspende des Medienunternehmers Ted Turner (CNN) in Höhe von 34 Mio. US-Dollar ausgeglichen. Die größten Finanzierer in den Beitragsjahren 2004–2006 sind die USA mit 22 %, Japan mit 19,5 %, Deutschland mit 8,7 %, Vereinigtes Königreich mit 6,1 % und Frankreich mit 6 %. Alle anderen Länder tragen weniger als 5 % bei, etwa die Hälfte bezahlt nur den Mindestbeitrag von 0,001 %. Der Stichtag zur Begleichung der Beiträge der einzelnen Mitgliedstaaten ist der 31. Januar des jeweiligen Jahres. Das Zweijahresbudget (nur Pflichtbeiträge) der UN für 1998/1999 betrug 2,8 Mrd. US-Dollar. Die regulären Budgeteinnahmen der UN sanken jedoch von 405 Mio. US-Dollar 1997 auf nur noch 279 Mio. US-Dollar 1998. Zum Stichtag im Jahre 1998 hatten lediglich 27 von 185 Mitgliedstaaten ihre Beiträge in voller Höhe gezahlt. Circa 75 % der Rückstände am regulären Budget und circa 50 % der Beiträge beim Peacekeeping waren zu diesem Zeitpunkt auf die Beitragseinbehaltung der USA zurückzuführen.
Bei den Pflichtbeitragsumlagen handelt es sich ebenfalls um von den Mitgliedstaaten zu zahlende Pflichtbeiträge. Diese dienen jedoch ausschließlich der Finanzierung von Friedensoperationen. Die derzeit gültigen Beitragssätze für die Pflicht-Beitragsumlagen wurden 1973 von der Generalversammlung festgelegt. Die wirtschaftlich am wenigsten entwickelten UN-Staaten zahlen demnach nur 10 % ihres Pflichtbeitrags am ordentlichen UN-Haushalt, also 0,0001 %. Die übrigen Entwicklungsländer müssen Mittel in Höhe von 20 % ihres Pflichtbeitrags entrichten. Die Industrieländer bezahlen einen Betrag in Höhe ihres vollen Pflichtbeitrags. Die fünf ständigen Mitglieder des Sicherheitsrates entrichten Beträge in Höhe ihrer Pflichtbeiträge zuzüglich der infolge der Entlastung der Entwicklungsländer entstandenen Mindereinnahmen. Letztere werden nach dem Verhältnis der Höhe der einzelnen Pflichtbeiträge gewichtet umgelegt. Für die Pflicht-Beitragsumlagen werden vom ordentlichen Haushalt getrennte Konten verwendet.
Freiwillige Beitragsleistungen werden für die Finanzierung von Nebenorganen der UN wie zum Beispiel dem UNDP (Entwicklungsprogramm der Vereinten Nationen), UNICEF (Kinderhilfswerk), UNFPA (Bevölkerungsfonds der Vereinten Nationen), UNHCR (Amt des Hohen Kommissars der Vereinten Nationen für Flüchtlinge) und WFP (Welternährungsprogramm) verwendet. Staaten können durch die freie Entscheidung der Höhe ihrer freiwilligen Leistungen erheblichen Einfluss auf die Schwerpunkte der Tätigkeiten der UN geltend machen.
Die Sonderrolle der USA
Mit Beginn der Regierungszeit Reagans (1981–1989) begannen die USA, einen zunehmenden Teil ihrer Pflichtbeiträge zum UN-Haushalt sowie zum Friedenssicherungsbudget der UN zurückzubehalten. Diesen Verstoß gegen die Vereinbarungen begründeten die USA anfangs mit politischer Kritik an einigen UN-Programmen, seit Ende der 1980er Jahre unter Präsident George Bush warfen sie den UN Ineffizienz und Geldverschwendung vor. Bis 1992 war der Schuldenbetrag der USA an die Vereinten Nationen auf 1,5 Mrd. US-Dollar angewachsen. Der US-Kongress bezifferte den Schuldenbetrag 1997 unter Verweis auf angeblich erbrachte nichtgeldliche Leistungen an UN-Friedenssicherungseinsätze auf 926 Mio. US-Dollar und setzte die Zahlung als Druckmittel zur Reduzierung des prozentualen Pflichtanteiles der USA ein. Zudem nutzten sie die Zurückhaltung ihres Budgetbeitrages wie im Falle des ehemaligen Generaldirektors der Organisation für das Verbot chemischer Waffen José Maurício Bustani, des Generalsekretärs Boutros Boutros-Ghali oder im Falle der Besetzung von UN-Kommissionen im Jahre 2001 als Druckmittel, um personelle Änderungen innerhalb der Vereinten Nationen zu erzwingen. Die US-Regierung unter Bill Clinton handelte am 10. Juni 1997 im sogenannten Helms-Biden-Abkommen eine Senkung des US-Beitrages zum regulären UN-Budget von 25 % auf 20 % und eine Senkung des US-Beitrages für Friedenssicherungseinsätze von 31 % auf 25 % aus.

### Medienarbeit
Seit 1946 werden durch das United Nations Radio international Hörfunksendungen ausgestrahlt. Die Sendungen können über WRN Broadcast täglich empfangen werden. Ein Internet-Audio-Live-Stream wird ebenfalls täglich ausgestrahlt.
Im Sommer 2019 pflanzte die UN einen Anne-Frank-Baum zum 90. Geburtstag und in Erinnerung an Anne Frank.

## Erfolge
Den UN werden mehrere beachtliche Erfolge zugesprochen, unter anderem:
- Mitwirkung bei der Gründung des Staates Israel 1947–1949
- Entschärfung der Berlinkrise 1948–1949
- Entschärfung der Kubakrise 1962
- Entschärfung der Nahostkrise 1973
- Hinwirkung auf die Einführung des Wahlrechts für Schwarze in Rhodesien 1976
- Beendigung des Ersten Golfkriegs 1988

Sie sicherten direkt den Frieden unter anderem in
- Kambodscha (1993)
- Mosambik (1994)
- Angola (1995)
- Guatemala (1996)
- Zypern

Viele Ziele haben die Vereinten Nationen bereits erreicht:
- Ausarbeitung der Allgemeinen Erklärung der Menschenrechte im Jahre 1948
- Ausrottung oder Eindämmung von Krankheiten (z. B. Pocken)
- Flüchtlingsschutz (UNHCR)
- Ausbildung von Minensuchern
- 70 Prozent der Aktivitäten der UN sind Entwicklungshilfe und humanitäre Hilfe
- Das Welternährungsprogramm der UN stellt jährlich mehr als die Hälfte der weltweit geleisteten Nahrungsmittelhilfe bereit

Die Tätigkeitsfelder liegen damit hauptsächlich bei der Friedenssicherung, Menschenrechtspolitik und Entwicklungszusammenarbeit.

## Kritik

### Sicherheitsrat
Kritiker bemängeln die Zusammensetzung und Organisation des Sicherheitsrats. Die fünf ständigen Mitglieder des Sicherheitsrats machten in der Vergangenheit regen Gebrauch von ihrem Vetorecht, um Verurteilungen und Sanktionen gegen sich selbst oder befreundete Staaten abzuwenden. Von 1946 bis 1964 legte die Sowjetunion 103 Mal ein Veto gegen im Übrigen einstimmige Mehrheiten ein. Bei 69 Resolutionen zu Israel legten die USA in 20 Fällen ein Veto ein. Unter anderem der Angriffskrieg auf den Irak durch die USA im Jahre 2003 (siehe Irakkrieg) hatte durch deren Veto keinerlei juristische Konsequenzen. Afrikanische und lateinamerikanische Staaten haben keinen ständigen Sitz im Sicherheitsrat.

### Demokratische Legitimation
Die UNO ist eine internationale Regierungsorganisation und teilt daher auch die demokratischen Schwächen dieser Organisationsform. Als Zusammenschluss von Staaten, die jeweils durch ihre Regierungen vertreten werden, ist die UNO nur indirekt demokratisch legitimiert. Volksabstimmungen zum UNO-Beitritt gab es in der Regel keine, eine Ausnahme bildet hier die Schweiz. Auch die Mitglieder der Organe der UNO werden von den Regierungen der jeweiligen Staaten bestellt. So können zwar die Delegierten aus den demokratischen Staaten als mittelbar vom Volk gewählt angesehen werden, die Vertreter der diktatorischen und autoritären Staaten in der UNO sind jedoch genauso wenig demokratisch legitimiert wie die Regierungen dieser Staaten. Aus diesem Grund ist es nicht korrekt, die UN-Generalversammlung als Parlament zu bezeichnen, da sie weder demokratisch gewählt wird, noch tatsächlich bindende, wenn auch weitreichende Entscheidungen treffen kann. Vielmehr ist sie ein Verhandlungsforum für Diplomaten aus aller Welt sowie richtungsweisend bei der Aushandlung internationaler Verträge und der Thematisierung von weltpolitischem Geschehen. Da an der Generalversammlung nur Vertreter der jeweiligen Regierungen teilnehmen, werden die Auffassungen der Oppositionsparteien im UN-System gegenwärtig nicht berücksichtigt. Jedoch machen sich Organisationen, wie das Komitee für eine demokratische UNO, das Europäische Parlament oder das Pan-Afrikanische Parlament, seit langem stark für eine Parlamentarische Versammlung bei den Vereinten Nationen, die aus demokratisch gewählten Mitgliedern bestehen soll. Eine vergleichbare, bereits bestehende Institution – jedoch ohne jegliche politische Kompetenzen – ist die Interparlamentarische Union.
Ebenfalls kritisiert wird die Stimmverteilung in den Organen der UNO, insbesondere in der UN-Generalversammlung und im UN-Sicherheitsrat. Die Abstimmungen in der UN-Generalversammlung folgen dem völkerrechtlichen Prinzip „ein Land – eine Stimme“. Dieses Prinzip steht jedoch in einem Konflikt zu dem demokratischen Prinzip „eine Person – eine Stimme“. So hat Nauru mit einer Einwohnerzahl von 10.000 genau so viel Stimmen wie China mit 1.358.100.000 Bürgern (nämlich eine). Im mächtigsten Organ der UNO, dem Sicherheitsrat, haben überdies fünf Staaten das Recht auf eine ständige Mitgliedschaft, während die übrigen Mitgliedstaaten nur mittelbar jeweils für zwei Jahre Vertreter in dieses Gremium wählen können. Dies wird dadurch verstärkt, dass diese Staaten durch ein Vetorecht jede Mehrheitsentscheidung blockieren können.

### Kompetenzen
Ein zentrales Problem der Vereinten Nationen sind und bleiben die kaum vorhandenen Kompetenzen. Es gelang den Vereinten Nationen vor allem deshalb nahezu alle Staaten der Welt unter einem Dach zu vereinen, weil die Charta an entscheidenden Stellen so flexibel interpretierbar ist, dass sie von praktisch allen kulturellen Überzeugungen und politischen Ideologien – auch wenn diese sich z. T. gegenseitig ausschließen – in deren Sinne und zu deren Gunsten entsprechend der Situation ausgelegt werden kann. Damit das Konzept einer handlungsfähigen Weltorganisation vollständig aufgehen kann, wäre eine massive Abgabe nationalstaatlicher Kompetenzen an diese Organisation in allen drei Bereichen staatlicher Gewalt (Exekutive, Legislative und Judikative) notwendig. Dazu ist zum gegenwärtigen Zeitpunkt aber kaum ein Staat bereit.
Letztlich vereiteln nationale Alleingänge die meisten Ansätze, zu mehr Verbindlichkeit innerhalb der UN zu gelangen. Dies betrifft insbesondere die fünf ständigen Sicherheitsrats-Mitglieder (vor allem die USA und Russland), die oftmals einen Willen zur Unterwerfung unter das völkerrechtliche Gewaltmonopol des Sicherheitsrats vermissen lassen und stattdessen im Alleingang oder mit Koalitionen unter ihrer Führung ihre militärischen Interessen durchzusetzen versuchen. Zugleich hat sich bislang gezeigt, dass die Vereinten Nationen kaum – oder gar nicht – in der Lage sind, eigene Politiken zu betreiben, die den Interessen der USA entgegenlaufen, da sie mit ihnen finanziell, personell und historisch stark verwoben sind.
Wenngleich es den UN nur auf einer sehr rudimentären Ebene gelang, einheitliche kulturelle und politische Vorstellungen der Menschheit zu definieren, waren doch einige UN-Missionen durchaus erfolgreich, und ob die zwischenstaatliche Konfliktbewältigung ohne die UN-Vermittlung besser abliefe, darf ebenfalls bezweifelt werden.

### Sexuelle Ausbeutung und Missbrauch durch UN-Mitarbeiter
Menschenrechtsorganisationen sehen in der Stationierung von Friedenstruppen der Vereinten Nationen die Ursache für stark steigenden Frauenhandel und Zwangsprostitution in den jeweiligen Regionen. So stieg zum Beispiel während der UN-Mission in Kambodscha 1992/93 die Zahl der Prostituierten von 6000 auf 25.000. Der Kosovo wurde nach der Entsendung von internationalen friedenserhaltenden Kräften (KFOR) und Einrichtung der Übergangsverwaltungsmission der Vereinten Nationen im Kosovo (UNMIK) zum Hauptziel für Frauen- und Mädchenhandel.
2002 ergab ein Untersuchungsbericht des Hohen Flüchtlingskommissars der Vereinten Nationen (UNHCR), dass in Flüchtlingslagern in Sierra Leone, Liberia und Guinea Mitarbeiter des UNHCR junge Frauen und Kinder sexuell missbraucht haben. So wurde etwa Sex als Gegenleistung für Lebensmittel und Geld verlangt. Blauhelmsoldaten haben auch bei ihrem Einsatz in Haiti immer wieder Frauen und Kinder vergewaltigt, missbraucht und sexuell ausgebeutet. Laut einer 2008 veröffentlichten Studie der Kinderrechtsorganisation Save the Children waren in Haiti sowie Elfenbeinküste und Südsudan Mitglieder des UN Departments of Peacekeeping Operations (DPKO) an Vergewaltigungen, Menschenhandel, Zwangs- und Kinderprostitution, verbaler sexueller Gewalt und Kinderpornographie beteiligt. Auch bei der 2014 in der Zentralafrikanischen Republik begonnenen Friedensmission MINUSCA gibt es Berichte über Vergewaltigungen und sexuelle Ausbeutung durch UN-Personal. Viele der Opfer sind Minderjährige. Die Vorwürfe betrafen Einheiten aus Äquatorialguinea, Gabun, Georgien, Marokko, Frankreich, Tschad und dem Kongo. 2016 wurden von der MONUSCO in der Demokratischen Republik Kongo Ermittlungen gegen Blauhelm-Soldaten aus Tansania wegen des Verdachts des sexuellen Missbrauchs Minderjähriger eingeleitet.
Die wenigsten der mutmaßlichen Täter müssen ein Gerichtsverfahren befürchten, denn sie sind unter UN-Flagge weltweit durch Immunität geschützt. Zivile Mitarbeiter können vor Ort nur angeklagt werden, wenn die Immunität von den Vereinten Nationen aufgehoben wird, was allerdings nur in Ausnahmefällen geschieht. Bei Blauhelmen sind die jeweiligen Heimatländer für die Strafverfolgung zuständig, die jedoch selten Interesse an einer Aufarbeitung und Strafverfolgung der Beschuldigten haben.
Der Weltverband der Gesellschaften für die Vereinten Nationen (WFUNA) berichtet für die jüngere Vergangenheit von 850 dokumentierten Beschuldigungen gegen UN-Personal und einer Dunkelziffer, die deutlich höher liege. Die Politikwissenschaftlerin Gisela Hirschmann weist darauf hin, dass die offiziellen Statistiken der UN, die einen stetigen Rückgang der Missbrauchsfälle bei Friedenseinsätzen verzeichnen, geschönt seien, und spricht von einer „Kultur des Wegsehens und Verdrängens“. Menschenrechtsaktivisten beklagen, dass Straffreiheit und Schweigen die Regel sei.

### Weitere Kritik
- Viele Kommentatoren kritisieren das 1960 erstellte Entwicklungshilfe-Konzept. Die Länder der Dritten Welt erhielten Geld, um sich zu entwickeln, doch der Aufbau eines erfolgreichen Handelssystems unterblieb weitestgehend. Vielfach wird deren zunehmende Abhängigkeit von Transferleistungen als eine Folge ungleicher Handelsbeziehungen angesehen.
- Den UN wird vorgeworfen, dass sie sich im Laufe der Zeit nur in jene Konflikte eingeschaltet haben, die die stärkste Beachtung in den Medien fanden, und sie nur unzureichend in Konflikte in Sudan, Armenien, Bangladesch, Myanmar, Kolumbien, Ruanda und Peru involviert waren.
- Spendenmissbrauch durch Rebellen oder Militärregimes. Eine Monitoring-Gruppe der UNO hat zum Beispiel herausgefunden, dass die Hälfte der Nahrungsmittelhilfe des Welternährungsprogramms im Somalischen Bürgerkrieg an die Warlords, ihre Geschäftspartner und lokalen Mitarbeiter floss.[48]
- Den Industriestaaten wird häufig ein relatives Desinteresse an allgemeinen wirtschaftlichen und sozialen Aktivitäten der UN vorgeworfen; wenn sich tatsächlich Probleme einstellen, die man ernst nimmt, würden diese oft nach stillschweigender Übereinkunft außerhalb oder beiläufig in den Vereinten Nationen behandelt.
- 1946 scheiterte der Plan der Vereinigten Staaten, die nuklearen Waffen unter die Kontrolle der UN zu stellen. Einerseits wollten die USA auf die Atombomben nicht verzichten, solange sie nicht sicher sein konnten, dass kein anderes Land sie bauen kann, andererseits wollte die Sowjetunion ihre Forschung nicht einstellen, solange Washington über das Nuklearwaffen-Monopol verfügte. Während des Kalten Krieges versuchte jede Weltmacht, weitere Staaten auf ihre Seite zu ziehen, sie wurden mit großzügigen Wirtschaftshilfen und Ausrüstungen gelockt. Infolgedessen brachen viele Kriege aus, die diese Staaten stellvertretend für die Supermächte ausfochten (Stellvertreterkriege).
- Ein weiterer Kritikpunkt ist, dass sich die UN überproportional mit antizionistischen Resolutionen befassen. Mit den Stimmen der arabischen Staaten wurden in Vollversammlungen so viele Resolutionen gegen Israel erlassen und so viele Sondersitzungen zum Thema Nahostkonflikt einberufen wie zu keinem anderen Thema. Im Sicherheitsrat werden diese Resolutionsentwürfe gewöhnlich nicht angenommen, da die USA meist zugunsten Israels ihr Veto einlegen. Somit sind sie nicht völkerrechtlich bindend. Dagegen würden Menschenrechtsverletzungen in der arabischen Welt selten thematisiert. Punkt 7 der Tagesordnung der Ratsversammlungen sieht verpflichtend die Beschäftigung mit der „menschenrechtlichen Situation in Palästina und anderen besetzten arabischen Territorien“ vor, wobei es dabei nie um Menschenrechtsverstöße der Hamas im Gazastreifen oder der Fatah im Westjordanland geht, sondern ausschließlich um Israel und dessen angebliche Verbrechen in den „besetzten Gebieten“. Israel sei somit das einzige Land, das der UN-Menschenrechtsrat regelmäßig gesondert behandelt.[49] Ein Resolutionsentwurf, der erstmals in der Geschichte der UN explizit den Antisemitismus verurteilen sollte, wurde auch mit den Stimmen der arabischen Staaten abgelehnt. Einen Höhepunkt erreichte dies auf einem von den UN organisierten Kongress in Durban 1975, wo der Zionismus als eine Form von Rassismus definiert wurde. Diese Resolution wurde jedoch am 16. Dezember 1991 – gegen den Widerstand der arabischen Staaten – wieder aufgehoben.
- UN-Mitgliedstaaten wie z. B. die Bundesrepublik Deutschland oder Japan sind heute noch in der UN-Feindstaatenklausel eingetragen. Artikel 53 und 107 der UN-Charta erlauben jedem Unterzeichnerstaat, gegen einen Feindstaat Maßnahmen zu ergreifen, sofern sich diese Maßnahmen als Folge des Zweiten Weltkriegs darstellen. Allerdings entfalten diese Bestimmungen unstrittig keine materiellrechtliche Wirksamkeit mehr.
- Der Europäische Gerichtshof für Menschenrechte stellte 2013 in einer Entscheidung fest, dass Personen, die aufgrund von UN-Sanktionen bzw. Maßnahmen zur Terrorismusbekämpfung auf einer „Schwarzen Liste“ stehen, keinerlei Möglichkeit haben, sich bei einer unabhängigen internationalen Instanz gegen die Sanktionen zu wehren. Um diese rechtsstaatlich problematische Situation zu mildern, entschied der Gerichtshof, dass die betroffene Person ein Recht darauf hat, die Rechtmäßigkeit der Sanktionen von einem nationalen Gericht überprüfen zu lassen. Ein Staat, der ohne jede Überprüfung UN-Sanktionen umsetzt, missachtet das Recht auf ein faires Verfahren und verletzt somit die Europäische Menschenrechtskonvention.[50]

## Reform
Aus den im Abschnitt „Kritik“ genannten Gründen streben viele Organisationen und Staaten (darunter vor allem die benachteiligten Dritte-Welt-Länder, aber auch Industriestaaten wie Deutschland) eine Reform der Vereinten Nationen an, die teilweise eine Neustrukturierung des Sicherheitsrates, teilweise aber auch die Einrichtung einer Parlamentarischen Versammlung bei den Vereinten Nationen vorsieht.